# Topobea caliginosa
Topobea caliginosa är en tvåhjärtbladig växtart som beskrevs av Frank Almeda. Topobea caliginosa ingår i släktet Topobea och familjen Melastomataceae. Inga underarter finns listade i Catalogue of Life.